# Alex Tharamangalam
Alex Tharamangalam (* 20. April 1958 in Moozhoor, Kerala) ist ein indischer syro-malabarischer Geistlicher und Weihbischof in Mananthavady.

## Leben
Alex Tharamangalam trat nach dem Besuch des Nirmalagiri College in Kuthuparamba im Jahr 1973 in das Knabenseminar in Tellicherry ein. Er studierte Philosophie und Theologie am Priesterseminar St. Thomas in Vadavathoor und empfing am 1. Januar 1983 das Sakrament der Priesterweihe für die Erzeparchie Tellicherry.
Nach weiteren Studien an der Päpstlichen Universität Gregoriana in Rom wurde er in Philosophie promoviert. Neben verschiedenen Aufgaben in der Pfarrseelsorge war er erzbischöflicher Sekretär und Philosophieprofessor am Institut Paurastya Vidyapitam in Kottayam sowie an den Seminaren in Aluva, Trivandrum und Vadavathoor. In Vadavathoor war er zudem Subregens und später Regens des Seminars. Ab 2016 war er Synkellos der Erzeparchie Tellicherry.
Am 25. August 2022 bestätigte Papst Franziskus seine durch die Synode der syro-malabarischen Bischöfe erfolgte Wahl zum Weihbischof in Mananthavady und ernannte ihn zum Titularbischof von Numluli. Der Erzbischof von Tellicherry, Joseph Pamplany, spendete ihm am 1. November desselben Jahres die Bischofsweihe. Mitkonsekratoren waren der Bischof von Mananthavady, José Porunnedom, und der Bischof von Hosur, Sebastian Pozholiparampil.